# Vẹt đỏ đuôi dài

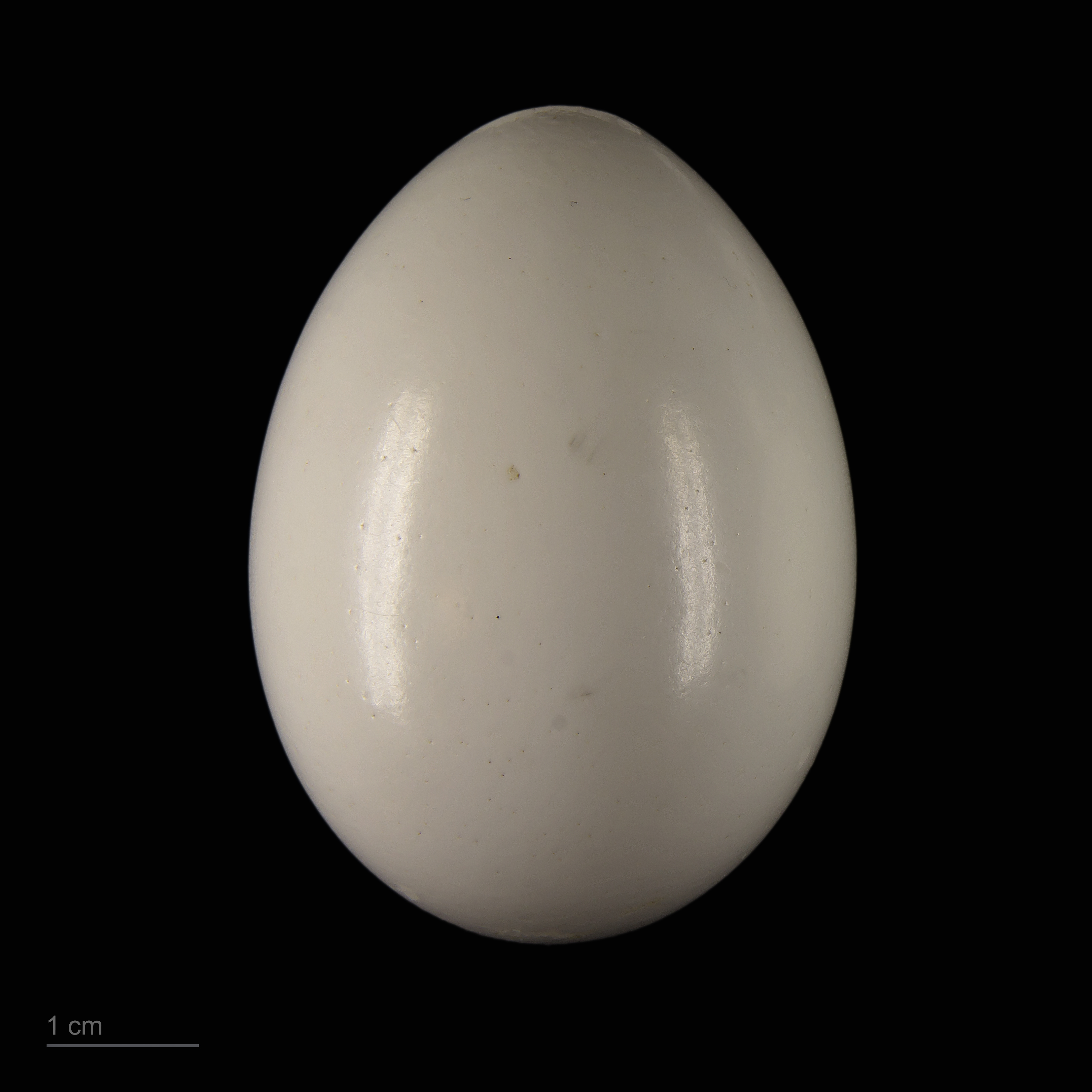
trứng ara macao

Vẹt đỏ đuôi dài (Ara macao) là một loài vẹt đuôi dài ở Nam Mỹ thuộc họ Psittacidae.. Loài vẹt này thường có màu đỏ, màu vàng và màu xanh. Phạm vi phân bố của chúng kéo dài từ cực đông nam của Mexico đến Amazon Peru, Bolivia, Venezuela và Brazil trong vùng đồng bằng có độ cao từ 500 m (1.640 ft) (ít nhất là trước đây) đến 1.000 m (3,281 ft).